# Vient de paraître (pièce de théâtre)
Pour les articles homonymes, voir Vient de paraître.
Vient de paraître est une comédie en 4 actes d'Édouard Bourdet, représentée pour la première fois le 25 novembre 1927 au théâtre de la Michodière.

## Théâtre de la Michodière,1927
- Mise en scène : Victor Boucher

Distribution
- Victor Boucher : Marc
- Jacques Baumer : Moscat
- Roger Gaillard : Maréchal
- Octave Berthier : Bourgine
- Lucien Baroux : Brégaillon
- Robert Tourneur : Félix
- Jean Capoul : Olibet, reporter de L'Intransigeant
- Pierre Feuillère : Henri
- Louis Hervouët : Amédée
- Jean Helvet : un photographe

- Blanche Montel : Jacqueline
- Jane Roma : Noémie, femme de chambre
- Édith Sylva : une dactylographe

Le texte de la pièce est édité par les éditions Gallimard dans la collection Folio théâtre (no 88, 2004)